# Jatropha (växter)
Jatropha är ett släkte av törelväxter. Jatropha ingår i familjen törelväxter.

## Bildgalleri

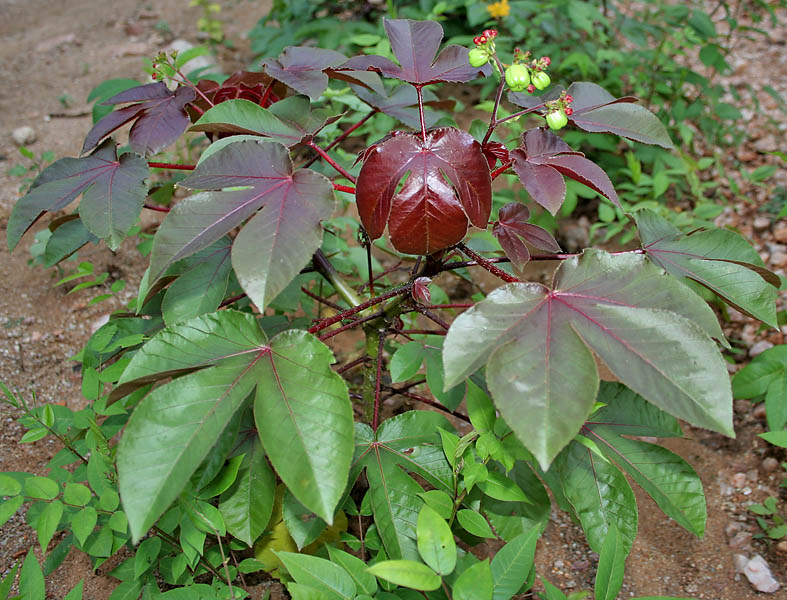
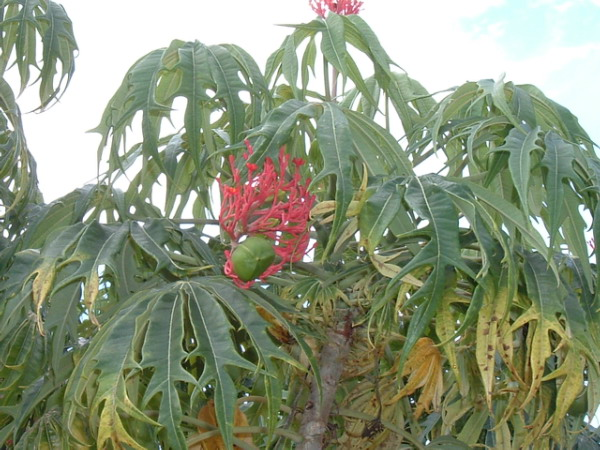
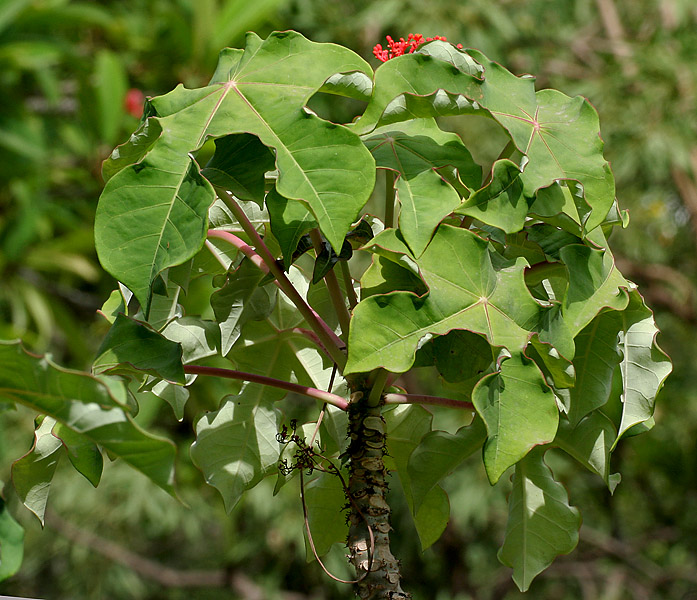
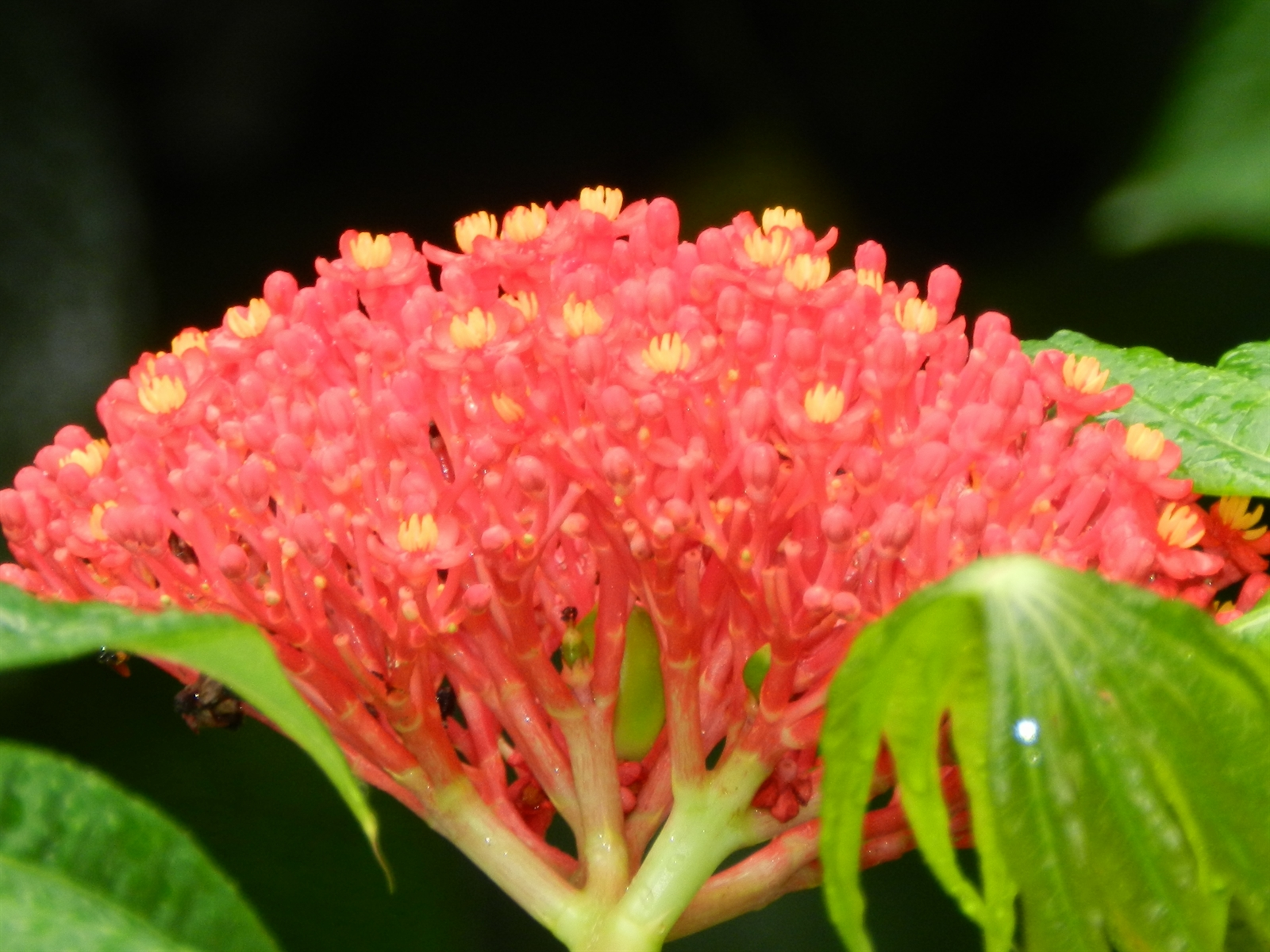
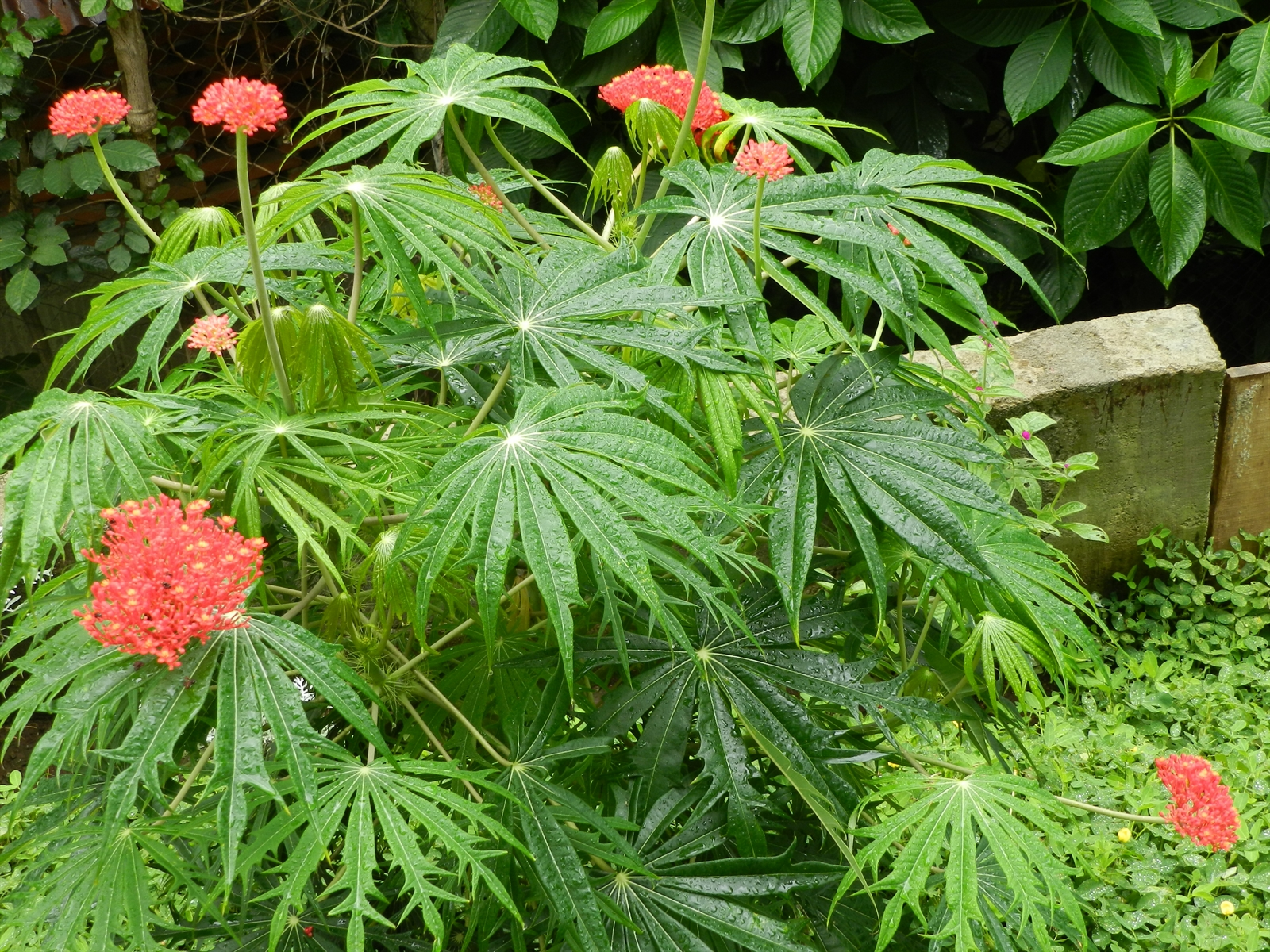
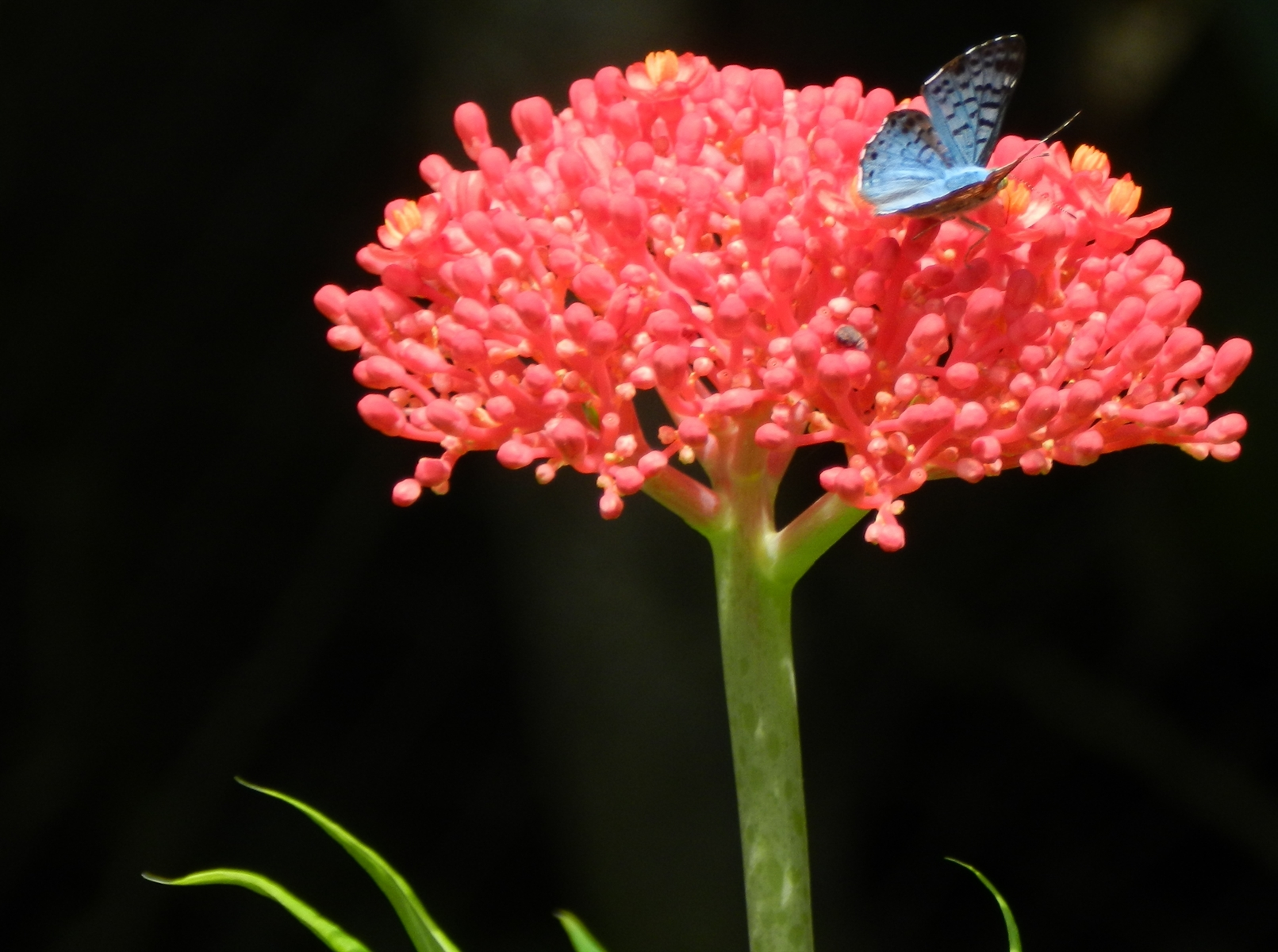

## Dottertaxa tillJatropha, i alfabetisk ordning[1]
- Jatropha aceroides
- Jatropha aethiopica
- Jatropha afrotuberosa
- Jatropha alamanii
- Jatropha andrieuxii
- Jatropha angustifolia
- Jatropha aspleniifolia
- Jatropha atacorensis
- Jatropha augusti
- Jatropha bartlettii
- Jatropha baumii
- Jatropha bornmuelleri
- Jatropha botswanica
- Jatropha breviloba
- Jatropha brockmanii
- Jatropha bullockii
- Jatropha calcarea
- Jatropha campestris
- Jatropha capensis
- Jatropha cardiophylla
- Jatropha cathartica
- Jatropha catingae
- Jatropha chacoana
- Jatropha chamelensis
- Jatropha chevalieri
- Jatropha ciliata
- Jatropha cinerea
- Jatropha clarae-hildae
- Jatropha clavuligera
- Jatropha collina
- Jatropha confusa
- Jatropha contrerasii
- Jatropha conzattii
- Jatropha cordata
- Jatropha costaricensis
- Jatropha crinita
- Jatropha cuneata
- Jatropha curcas (purgerbuske)
- Jatropha decipiens
- Jatropha decumbens
- Jatropha dehganii
- Jatropha dhofarica
- Jatropha dichtar
- Jatropha dioica
- Jatropha dissecta
- Jatropha divaricata
- Jatropha eglandulosa
- Jatropha elbae
- Jatropha ellenbeckii
- Jatropha elliptica
- Jatropha erythropoda
- Jatropha euarguta
- Jatropha excisa
- Jatropha flavovirens
- Jatropha fortunatoi
- Jatropha fremontioides
- Jatropha gallabatensis
- Jatropha galvanii
- Jatropha gaumeri
- Jatropha giffordiana
- Jatropha glandulifera
- Jatropha glauca
- Jatropha gossypiifolia
- Jatropha grossidentata
- Jatropha guaranitica
- Jatropha hastifolia
- Jatropha hernandiifolia
- Jatropha heynei
- Jatropha hieronymi
- Jatropha hildebrandtii
- Jatropha hintonii
- Jatropha hippocastanifolia
- Jatropha hirsuta
- Jatropha horizontalis
- Jatropha humboldtiana
- Jatropha humifusa
- Jatropha hypogyna
- Jatropha inaequispina
- Jatropha induta
- Jatropha integerrima
- Jatropha intercedens
- Jatropha intermedia
- Jatropha isabellei
- Jatropha jaimejimenezii
- Jatropha kamerunica
- Jatropha krusei
- Jatropha lagarinthoides
- Jatropha latifolia
- Jatropha loristipula
- Jatropha macrantha
- Jatropha macrocarpa
- Jatropha macrophylla
- Jatropha macrorhiza
- Jatropha mahafalensis
- Jatropha maheshwarii
- Jatropha malacophylla
- Jatropha malmeana
- Jatropha marginata
- Jatropha marmorata
- Jatropha martiusii
- Jatropha matacensis
- Jatropha mcvaughii
- Jatropha melanosperma
- Jatropha microdonta
- Jatropha minor
- Jatropha miskatensis
- Jatropha mollis
- Jatropha mollissima
- Jatropha monroi
- Jatropha moranii
- Jatropha multifida
- Jatropha mutabilis
- Jatropha nana
- Jatropha natalensis
- Jatropha neopauciflora
- Jatropha neriifolia
- Jatropha nogalensis
- Jatropha nudicaulis
- Jatropha oaxacana
- Jatropha obbiadensis
- Jatropha oblanceolata
- Jatropha orangeana
- Jatropha ortegae
- Jatropha pachypoda
- Jatropha pachyrrhiza
- Jatropha palmatifida
- Jatropha palmatifolia
- Jatropha paradoxa
- Jatropha paxii
- Jatropha pedatipartita
- Jatropha pedersenii
- Jatropha peiranoi
- Jatropha pelargoniifolia
- Jatropha peltata
- Jatropha pereziae
- Jatropha phillipseae
- Jatropha podagrica
- Jatropha prunifolia
- Jatropha pseudocurcas
- Jatropha puncticulata
- Jatropha purpurea
- Jatropha ribifolia
- Jatropha riojae
- Jatropha rivae
- Jatropha robecchii
- Jatropha rosea
- Jatropha rufescens
- Jatropha rumicifolia
- Jatropha rzedowskii
- Jatropha scaposa
- Jatropha schlechteri
- Jatropha schweinfurthii
- Jatropha seineri
- Jatropha somalensis
- Jatropha sotoi-nunyezii
- Jatropha spicata
- Jatropha spinosa
- Jatropha spinosissima
- Jatropha standleyi
- Jatropha stephanii
- Jatropha stevensii
- Jatropha stigmatosa
- Jatropha stuhlmannii
- Jatropha subaequiloba
- Jatropha sympetala
- Jatropha tacumbensis
- Jatropha tanjorensis
- Jatropha tehuantepecana
- Jatropha tenuicaulis
- Jatropha tetracantha
- Jatropha thyrsantha
- Jatropha tlalcozotitlanensis
- Jatropha trifida
- Jatropha tropaeolifolia
- Jatropha tupifolia
- Jatropha uncinulata
- Jatropha unicostata
- Jatropha variabilis
- Jatropha variegata
- Jatropha variifolia
- Jatropha weberbaueri
- Jatropha websteri
- Jatropha weddeliana
- Jatropha velutina
- Jatropha vernicosa
- Jatropha villosa
- Jatropha woodii
- Jatropha zeyheri